# El Badejo
El Badejo és una obra d'Alcover (Alt Camp) inclosa a l'Inventari del Patrimoni Arquitectònic de Catalunya.

## Descripció
L'edifici està situat al costat esquerre de l'antic camí de Reus a Montblanc. Es tracta d'un conjunt d'edificacions desenvolupades entorn d'un nucli central primitiu, de planta rectangular i coberta de teula a dues vessants. Les successives modificacions han alterat la disposició original i el seu estat actual fa difícil la lectura dels seus elements. Es pot apreciar una disposició simètrica de les obertures de la façana que dona a la carretera, totes elles rectangulars, i una galeria formada per arcs de mig punt. L'edifici queda aïllat per una tanca. El material és el paredat.

## Història
El Badejo havia estat un antic hostal construït a peu de camí. La seva denominació fa referència a un tipus de plat a base de bacallà (badejo) que constituïa l'especialitat de la casa. L'edifici ha sofert diverses modificacions al llarg dels anys. En l'actualitat, el nucli original es troba deshabitat i únicament es troba ocupat l'edifici contigu.